# Nāḩiyat Badāmā
Nāḩiyat Badāmā (arabiska: ناحية بداما) är ett subdistrikt i Syrien.   Det ligger i provinsen Idlib, i den nordvästra delen av landet, 260 km norr om huvudstaden Damaskus.
Trakten runt Nāḩiyat Badāmā består till största delen av jordbruksmark. Runt Nāḩiyat Badāmā är det ganska tätbefolkat, med 179 invånare per kvadratkilometer.